# Hort (mesura)
L'hort és una antiga unitat de mesura de superfície agrícola a Mallorca que equival a una setzena part d'una quarterada i es correspon amb 443,94 m². Quatre horts fan un quartó.